# Rapture of the Deep
Rapture of the Deep è il diciottesimo album in studio dei Deep Purple che ha raggiunto la decima posizione in Germania.

## Pubblicazione
Inizialmente pubblicato nel 2005 nella versione a CD singolo contenente i brani registrati in studio, è stato ripubblicato l'anno successivo in versione doppio CD, con brani registrati dal vivo e alcune bonus track.

## Tracce
1. Money Talks (Airey; Gillan; Glover; Morse; Paice) - 3:38
2. Girls Like That (Airey; Gillan; Glover; Morse; Paice) - 4:02
3. Wrong Man (Airey; Gillan; Glover; Morse; Paice) - 4:53
4. Rapture of the Deep (Airey; Gillan; Glover; Morse; Paice) - 5:55
5. Clearly Quite Absurd (Airey; Gillan; Glover; Morse; Paice) - 5:25
6. Don't Let Go (Airey; Gillan; Glover; Morse; Paice) - 4:33
7. Back to Back (Airey; Gillan; Glover; Morse; Paice) - 4:04
8. Kiss Tomorrow Goodbye (Airey; Gillan; Glover; Morse; Paice) - 4:19
9. MTV (Bonus Track) (Airey; Gillan; Glover; Morse; Paice) - 4:55
10. Junkyard Blues (Airey; Gillan; Glover; Morse; Paice) - 5:33
11. Before Time Began (Airey; Gillan; Glover; Morse; Paice) - 6:31

### CD 2 - Edizione speciale (giugno 2006)
1. Clearly quite absurd (new version) (Airey; Gillan; Glover; Morse; Paice) - 3:38
2. Things I never said (traccia apparsa nell'edizione giapponese del CD) (Airey; Gillan; Glover; Morse; Paice) - 4:48
3. The well-dressed guitar (outtake strumentale dalle sessioni di Bananas) (Airey; Gillan; Glover; Morse; Paice) - 2:51
4. Rapture of the Deep (live)* (Airey; Gillan; Glover; Morse; Paice) - 5:15
5. Wrong Man (live)* (Airey; Gillan; Glover; Morse; Paice) - 4:29
6. Highway Star (live)* (Blackmore; Gillan; Glover; Paice) - 8:09
7. Smoke on the water (live)* (Blackmore; Gillan; Glover; Paice) - 6:50
8. Perfect strangers (live)* (Blackmore; Gillan; Glover) - 6:41

* tracce registrate il 10 ottobre 2005 all'Hard Rock Cafe di Londra.

## Formazione
- Steve Morse - chitarra
- Ian Gillan - voce
- Roger Glover - basso elettrico
- Don Airey - tastiera
- Ian Paice - batteria